# Kapelle Rönneter

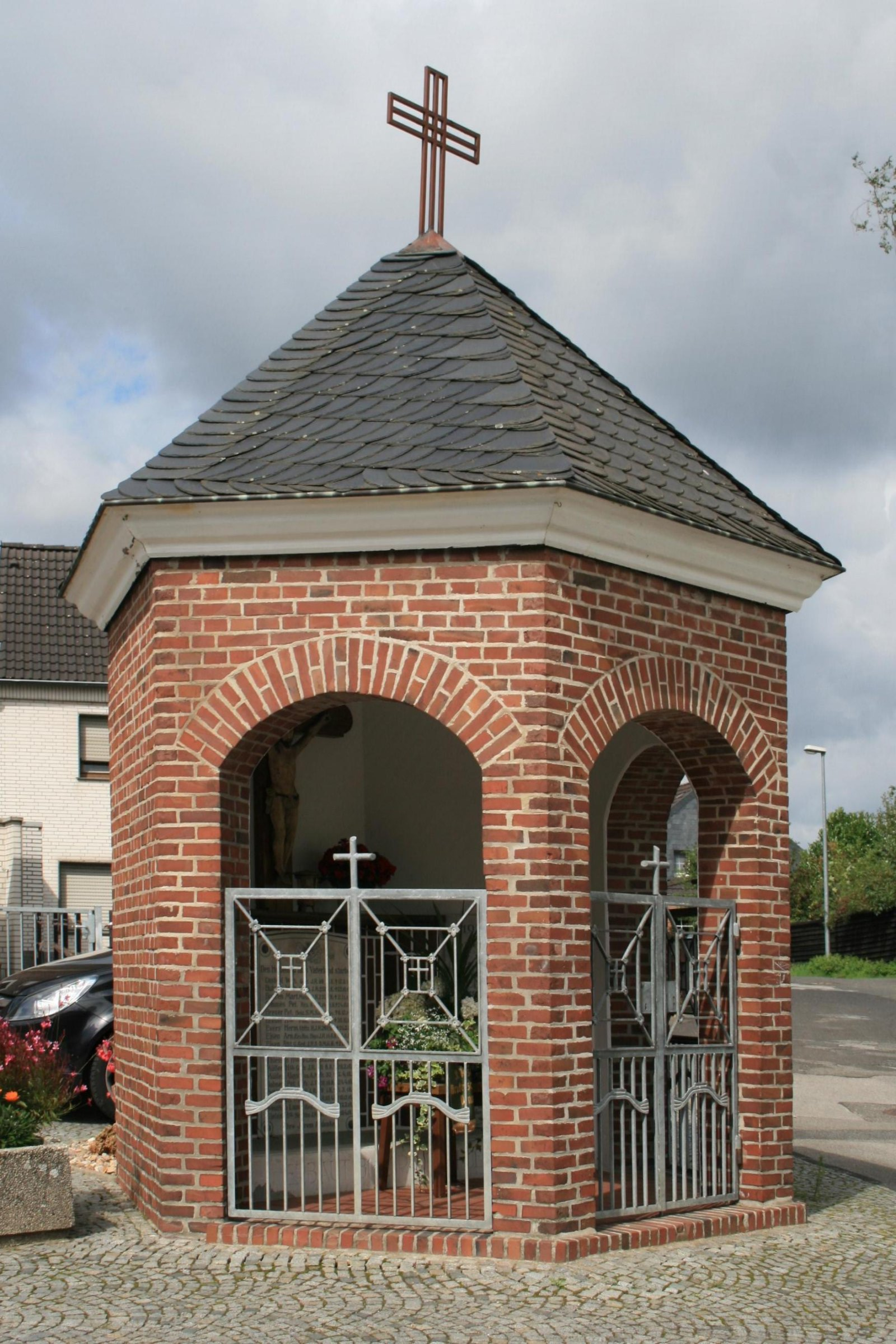
Kapelle (2010)

Die Kapelle Rönneter steht im Ortsteil Rönneter des Stadtteils Venn von Mönchengladbach, An der Kapelle.
Das Gebäude wurde 1949 erbaut. Es wurde unter Nr. R 087 am 31. Januar 2001 in die Denkmalliste der Stadt Mönchengladbach eingetragen.

## Lage
Die Kapelle liegt in der Ortslage Rönneter an der Abzweigung der Stichstraße An der Kapelle. 

## Architektur
Es ist ein polygonaler Backsteinbau mit gekehltem hölzernem Kranzgesims unter verschiefertem Zeltdach. Drei segmentbogige Öffnungen mit moderner Vergitterung geben den Blick in das Innere frei. Aus hochkant stehenden, gestrichenen und erhaben verfugten Ziegelsteinen neu aufgemauerte Altarmensa mit abschließender Eichenholzplatte, Kruzifixaufsatz und bemaltem Corpus des 19. Jh.
In der Stufe vor der Mensa eine Inschrift:
ERBAUT 1814 J. P. H. ERNEUERT 1949
Drei Marmortafeln mit den Namen der im Ersten und Zweiten Weltkrieg Gefallenen.